# حس عاملیت

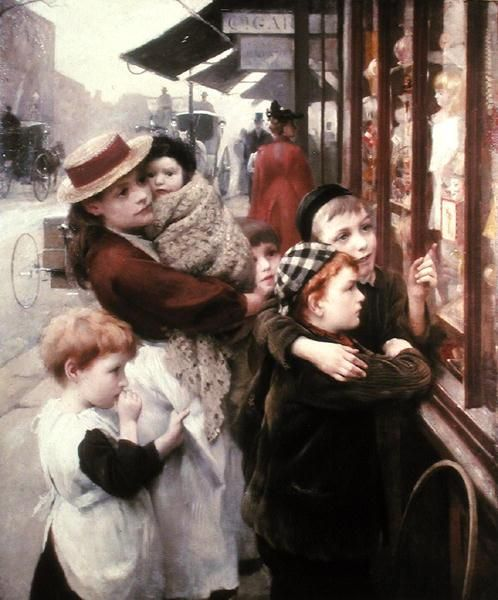
اعمال ارادی

حس عاملیت (انگلیسی: Sense of agency) یا حس کنترل، آگاهی ذهنی فرد برای آغاز، اجراء و کنترل اَعمال ارادی خود در جهان است.